# Grzegorz Mielcarski
Grzegorz Mielcarski est un footballeur polonais né le 19 mars 1971 à Chełmno. Il évoluait au poste d'attaquant.

## Biographie
International, il reçoit 10 sélections en équipe du Pologne de 1991 à 1998. Il fait partie du groupe polonais, médaillé d'argent aux Jeux olympiques de 1992.

## Carrière
- 1986-1987 :  Orzeł Chełmno
- 1987-1989 :  Polonia Bydgoszcz
- 1989-1992 :  Olimpia Poznań
- 1993 :  Servette FC
- 1993-1994 :  Górnik Zabrze
- 1994 :  Olimpia Poznań
- 1994-1995 :  Widzew Łódź
- 1995-1999 :  FC Porto
- 1999-2000 :  UD Salamanca
- 2000-2001 :  Pogoń Szczecin
- 2001 :  AEK Athènes FC
- 2002-2003 :  Amica Wronki[2],[3],[4]

## Palmarès

### En club
Avec le FC Porto :
- Champion du Portugal en 1996, 1997, 1998 et 1999
- Vainqueur de la Supercoupe du Portugal en 1998

### En sélection
- Médaille d'argent aux Jeux olympiques 1992